# Ивановская волость (Царицынский уезд)
Ива́новская волость — административно-территориальная единица в составе Царицынского уезда Саратовской губернии.

## История

### До 1900 года[1]
Ивановская волость (Мало-Ивановская тоже) образована в 1840-х годах. Волость расположилась по речке Бердии, её притокам и речке Лозной, прилегала  к границе области войска Донского. В волость вошли сёла: Малая Ивановка, Лозное, Давыдовка, Семёновка, деревни: Усть-Погожая, Прямая Балка, Петропавловка и хутор Ильин — Астраханского казачьего войска. Население — 4851 человек.
1883 год: в Ивановской волости насчитывалось 1132 двора, население — 7009 человек.
1891 год: в Мало-Ивановской волости, в 7 селениях, насчитывалось 1303 двора, население — 10443 человека.
1894 год: в Ивановской волости насчитывалось 1288 дворов, население — 8012 человек. В волости 4 села, 3 деревни, 4 церкви и 1 часовня, 3 школы, 6 кабаков, 12 лавок, 68 мельниц, 4 маслобойни и 9 кузниц.